# Sophie Tucker
Sophie Tucker (ur. jako Sonia Kalisz, ros. Соня Калиш, 13 stycznia 1887 w Tulczynie, zm. 9 lutego 1966 w Nowym Jorku) – amerykańska piosenkarka i aktorka filmowa i radiowa pochodzenia żydowskiego.

## Filmografia
we własnej osobie
- 1934: Gay Love – jako ona sama
- 1944: Sensations of 1945 – jako ona sama
- 1953: Screen Snapshots: Hollywood's Great Entertainers – jako ona sama
- 1957: The Heart of Show Business – jako ona sama
- 1957: Komik – jako ona sama

film
- 1929: Słodko-gorzki – jako Sophie Leonard
- 1937: Broadway Melody of 1938 – jako Alice Clayton
- 1937: Mały dżentelmen – jako Matka 'Aunt Edie' Ralph
- 1944: Za wami, chłopcy – jako Sophie Tucker

## Wyróżnienia
Uhonorowana gwiazdą na Hollywoodzkiej Alei Gwiazd.